# العرق (التصنيف البشري)
العرق هو مفهوم يستخدم في تصنيف البشر إلى مجموعات، تدعى أعراق أو مجموعات عرقية، استنادا إلى تركيبات من الصفات البدنية المشتركة، السلف، وعلم الوراثة، والصفات الاجتماعية أو الثقافية. على الرغم من أن هذه التجمعات تفتقر إلى أساس متين في البيولوجيا الحديثة، فإنها لا تزال ذات تأثير قوي على العلاقات الاجتماعية المعاصرة. استخدم لأول مرة للإشارة إلى المتكلمين بلغة مشتركة ومن ثم للدلالة على الانتماءات أمة، بحلول القرن ال 17 بدأ العرق يشير إلى السمات الجسدية (الظاهرية). وقد استخدم هذا المصطلح في كثير من الأحيان بالمعنى التصنيفي البيولوجي العام، بدءا من القرن التاسع عشر، للدلالة على مجموعات بشرية متباينة وراثيا محددة بالنمط الظاهري.
المفاهيم الاجتماعية والتجمعات للعرق تختلف مع مرور الوقت، شملت التصنيفات الشعبية التي تحدد أنواع أساسية من الأفراد على أساس الصفات المتصورة. يرى العلماء أن الأساسيات البيولوجية باطلة وعفى الزمن عنها، وتثني بشكل عام عن التفسيرات العرقية للتمايز الجماعي في الصفات الجسدية والسلوكية.
وعلى الرغم من أن هناك اتفاقا علميا واسع النطاق مفاده أن التصورات الأساسية والتصنيفية للعرق لا يمكن الدفاع عنها، فإن العلماء في جميع أنحاء العالم يواصلون تصور العرق بطرق مختلفة على نطاق واسع، بعضها ينطوي على آثار أساسية. في حين أن بعض الباحثين يستخدمون مفهوم العرق للتمييز بين مجموعات غامضة من الصفات أو الاختلافات الملحوظة في السلوك، والبعض الآخر في المجتمع العلمي يوحي بأن فكرة السباق غالبا ما تستخدم بطريقة ساذجة أو التبسيط، وأن العرق ليس له أي أهمية تصنيفية بين البشر، مشيرا إلى أن جميع البشر الذين يعيشون يعيشون في نفس النوع، والإنسان (سوبينز)، و (بقدر ما ينطبق)، هومو سابينز سابينز.
منذ النصف الثاني من القرن العشرين، أدت رابطة العرق مع الأيديولوجيات والنظريات العنصرية العلمية إلى استخدام كلمة العرق نفسه أصبحت مشكلة. على الرغم من أنه لا يزال يستخدم في سياقات عامة، غالباً مايُسْتَبْدَل العرق بمصطلحات أقل غموضاً و  تحميلاً: السكان، والناس، والمجموعات الإثنية، أو المجتمعات، اعتمادا على السياق.

## تعريف العرق
الدراسات الحديثة ترى التصنيفات العرقية كبنية اجتماعيا، وهو كذلك، العرق ليست شيء جوهري للبشر بل هوية أنشئت لإقامة معنى في سياق اجتماعي. هذه الهويات العرقية تعكس المواقف الثقافية للسلطات الإمبراطورية المهيمنة خلال عصر التوسع الاستعماري الأوروبي. هذا الرأي يرفض الفكرة القائلة بأن العرق محدد بيولوجيا، مع ذلك، يرى بعض علماء الأحياء أن الفئات العرقية ترتبط بالصفات البيولوجية (على سبيل المثال النمط الظاهري)، وأن علامات وراثية معينة لها ترددات متفاوتة بين البشر، وبعضها يتطابق بشكل أو بآخر مع التجمعات العرقية التقليدية. لهذا السبب، لا يوجد إجماع حالي حول ما إذا كان يمكن اعتبار الفئات العرقية ذات أهمية لفهم التنوع الجيني البشري.
عندما يُعَرِف الناس ويتحدثون عن مفهوم معين للعرق، فإنهم يخلقون الواقع الجتماعي الذي يُحَقَّق من خلاله التصنيف الاجتماعي. في هذا المعنى، يقال إن الأعراق هي بنى اجتماعية. وتتطور هذه البنى ضمن سياقات قانونية واقتصادية واجتماعية وسياسية مختلفة، ويمكن أن تكون لها تأثير، وليس سبب، على الأوضاع الاجتماعية الكبرى. وعلى الرغم من أن العرق يفهم على أنه بناء اجتماعي من قبل الكثيرين، فإن معظم العلماء يتفقون على أن للعرق آثارا مادية حقيقية في حياة الناس من خلال ممارسات تفضيلية وتمييزية مؤسسية.
وقد أدت العوامل الاجتماعية والاقتصادية، إلى جانب الآراء المبكرة ولكن الدائمة للعرق، إلى معاناة كبيرة في صفوف المجموعات العرقية المحرومة. وكثيرا ما يتزامن التمييز العنصري مع العقليات العنصرية، حيث يرى الأفراد والأيديولوجيات التابعة لأحد المجموعات أن أعضاء مجموعة من الجماعات الخارجية على حد سواء عرقيا ومحددة أخلاقيا. ونتيجة لذلك، كثيرا ما تجد الجماعات العرقية التي تتمتع بسلطة قليلة نسبيا نفسها مستبعدة أو مضطهدة، في حين أن الأفراد والمؤسسات المهيمنة مكلفون بممارسة مواقف عنصرية. وقد أدت العنصرية إلى العديد من حالات المأساة، بما في ذلك الرق والإبادة الجماعية.
ويواصل العلماء مناقشة الدرجات التي تكون فيها الفئات العرقية مبررة بيولوجيا وبناءة اجتماعيا. على سبيل المثال، في عام 2008، جادل جون هارتيجان، الابن من أجل رؤية العرق التي تركز أساسا على الثقافة، ولكن لا يتجاهل الأهمية المحتملة لعلم الأحياء أو علم الوراثة. وتبعا لذلك، تختلف النماذج العرقية المستخدمة في مختلف التخصصات في تركيزها على التخفيض البيولوجي على النقيض من البناء المجتمعي.
في العلوم الاجتماعية، والأطر النظرية مثل نظرية التشكيل العرقي ونظرية العرق الحرجة التحقيق آثار العرق باعتباره البناء الاجتماعي من خلال استكشاف كيفية التعبير عن الصور والأفكار والافتراضات من العرق في الحياة اليومية. وقد عثرت مجموعة كبيرة من المنح الدراسية على العلاقات بين الإنتاج الاجتماعي والاجتماعي التاريخي للعرق في اللغة القانونية والجنائية، وآثارها على أعمال الشرطة والحبس غير المتناسب لمجموعات معينة.

## الأصول التاريخية للتصنيف العرقي

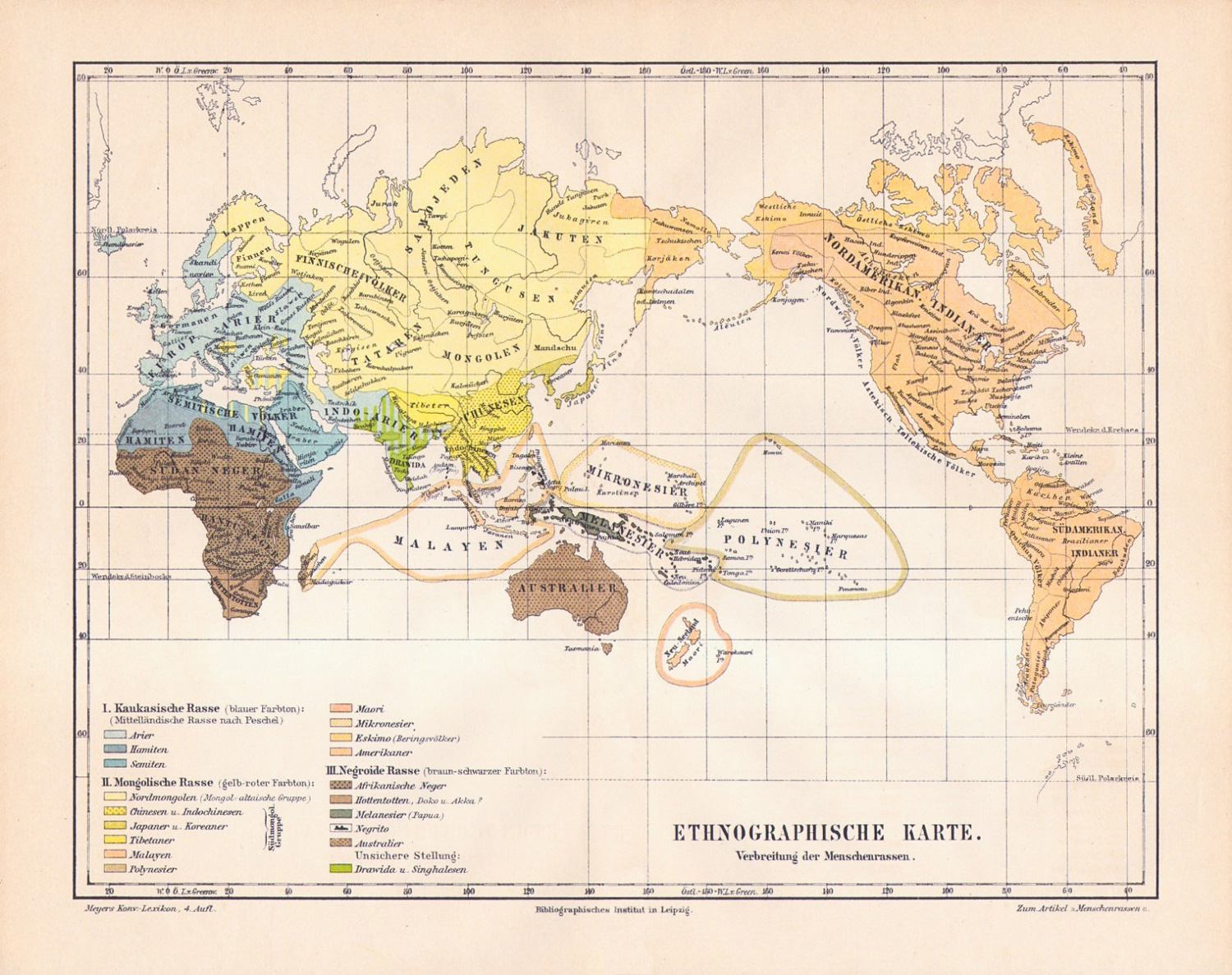
الأعراق الثلاثة الكبيرة وفقا لمايرز كونفيرزاتيونس-ليكسيكون من 1885-90. وتظهر الأنماط الفرعية للعرق المنغولي بألوان صفراء وبرتقالية، وهي ألوان العرق القوقازي في النغمات الخفيفة والمتوسطة الرمادية النابضة باللون الأخضر والأزرق السماوي، وأخرى من العرق النغروي بألوان بنية. الدرافيديين والسنهاليين في الزيتون الأخضر وتصنيفها يوصف بأنها غير مؤكدة. وينظر السباق المنغولي إلى أوسع توزيع جغرافي، بما في ذلك جميع الأمريكتين وشمال آسيا وشرق آسيا وجنوب شرق آسيا، وهي المنطقة القطبية الشمالية المأهولة بأكملها في حين أنها تشكل معظم آسيا الوسطى وجزر المحيط الهادئ.

لقد عَرفت مجموعات البشر أنفسها دائما على أنها متميزة عن المجموعات المجاورة، ولكن لم تكن هذه الاختلافات دائما مفهومة على أنها طبيعية وقابلة للتغيير وعالمية. هذه الميزات هي السمات المميزة لكيفية استخدام مفهوم العرق اليوم. وبهذه الطريقة جاءت فكرة العرق كما نفهمها اليوم خلال عملية الاستكشاف التاريخية والغزو التي جلبت الأوروبيين إلى اتصال مع مجموعات من قارات مختلفة، ومن إيديولوجية التصنيف والفرز وجدت في العلوم الطبيعية.

### استعمار
وفقا لسميدلي وماركس المفهوم الأوروبي للـ«العرق»، جنبا إلى جنب مع العديد من الأفكار المرتبطة الآن هذا المصطلح، نشأت في وقت الثورة العلمية، التي أدخلت وتميز دراسة الأنواع الطبيعية، وسن الإمبريالية الأوروبية والاستعمار الذي أقام علاقات سياسية بين الأوروبيين والشعوب ذات التقاليد الثقافية والسياسية المميزة. كما واجه الأوروبيون الناس من مختلف أنحاء العالم، وتكهنوا حول الاختلافات المادية والاجتماعية والثقافية بين مختلف الجماعات البشرية. وأدى صعود تجارة الرقيق في المحيط الأطلسي، التي شردت تدريجيا تجارة سابقة للعبيد من جميع أنحاء العالم، إلى حافز آخر لتصنيف المجموعات البشرية لتبرير تبعية العبيد الأفارقة. واستنادا إلى مصادر من العصور القديمة الكلاسيكية وعلى تفاعلاتهم الداخلية - على سبيل المثال، فإن العداء بين اللغة الإنجليزية والأيرلندية أثرت بقوة على التفكير الأوروبي المبكر حول الاختلافات بين الناس - بدأ الأوروبيون بفرز أنفسهم والآخرين إلى مجموعات على أساس المظهر المادي، وأن ينسب إلى الأفراد الذين ينتمون إلى هذه الجماعات السلوكيات والقدرات التي يزعم أنها متأصلة عميقا. مجموعة من المعتقدات الشعبية استقرت التي ربطت الفوارق المادية الموروثة بين المجموعات إلى الموروثة الفكرية والسلوكية، والأخلاقية الصفات. ويمكن العثور على أفكار مماثلة في الثقافات الأخرى، على سبيل المثال في الصين، حيث كان المفهوم الذي غالبا ما يترجم على أنه «عرق» مرتبطا بانحدار مشترك مفترض إلى هوان جي دي، وكان يستخدم للتأكيد على وحدة الجماعات الإثنية في الصين. وهناك صراعات وحشية بين الجماعات الإثنية موجودة على مر التاريخ وفي جميع أنحاء العالم.

### نماذج التصنيف المبكر
أول ما بعد اليوناني الروماني نشرت تصنيف البشر إلى أجناس مميزة ويبدو أن تقسيم فرانسوا بيرنيه الجديد من الأراضي من قبل مختلف الأنواع أو الأجناس التي تعيش («تقسيم جديد للأرض من أنواع أو أجناس مختلفة خامسة يعيشون فيها»)، الذي نشر في 1684. في القرن الثامن عشر أصبحت الاختلافات بين المجموعات البشرية محور البحث العلمي. تهدف التصنيف العلمي للالتباين المظهري في كثير من الأحيان كان إلى جانب الأفكار العنصرية عن الاستعداد الفطري للمجموعات مختلفة، ودائما ينسب ميزات أكثر من المرغوب فيه الجنس الأوروبي الأبيض وترتيب الأجناس الأخرى على طول سلسلة متصلة من الصفات غير المرغوب فيها تدريجيا. تصنيف 1735 كارل لينيوس، مخترع التصنيف الحيواني، تقسيم الإنسان العاقل الجنس البشري إلى أنواع القارية europaeus، asiaticus، americanus، وعفر محتويات، كل منها مرتبط مع الفكاهة مختلفة: الدم، السوداوي، صفراوي، ومفي، respectivement europaeus الإنسان العاقل وصفت بأنها نشطة، حادة، والمغامرة، في حين هومو العاقل عفر وقيل أن تكون ماكرة، كسول، والإهمال.
الاطروحه 1775 «من الأصناف الطبيعية للبشرية» من قبل يوهان فريدريش بلومنباخ المقترحة خمسة أقسام رئيسية هي: عرق القوقازين، وعرق منغولي، وعرق اثيوبي (يطلق عليه في وقت لاحق زنجاني)، وعرق الهنود الحمر، وعرق الملايا، تهدف وهل لا يقدم أي تسلسل هرمي بين الأجناس. [52] وأشار بلومنباخ أيضا إلى أن الانتقال التدريجي إلى مجموعة من المجموعات المجاورة يشير إلى أن «مجموعة متنوعة من الجنس البشري يمر ذلك بشكل معقول إلى الآخر». [53]
سميدلي دعا «إيديولوجية العرق» من القرنين السابع عشر إلى التاسع عشر، ودمج المعتقدات الشعبية. وفقا لهذه الأيديولوجية، السباقات هي البدائية والطبيعية، دائمة ومتميزة. قد يكون من الأرجح أن تكون نتيجة خليط من السكان متميزة متميزة، ولكن هذه الدراسة يمكن أن تميز سباقات الأجداد التي جمعت لإنتاج مجموعات مزمن. [48] التصنيفات اللاحقة المؤثرة من قبل جورج بوفون، بيتروس كامبر، وكريستوف ماينرز صنفوا جميعا «نيغروس» على أنها أقل شأنا من الأوروبيين. [52] في الولايات المتحدة كانت النظريات العرقية توماس جيفرسون مؤثرة. ورأى عددا من الأمريكيين الأصليين على قدم المساواة مع البيض. [54]

### بوليجينيسم ضد مونوجينيسم
في العقدين الأخيرين من القرن الثامن عشر، كانت نظرية الإكليل، الاعتقاد بأن الأعراق المختلفة تطورت بشكل منفصل في كل قارة ولم تتقاسم أي سلف مشترك، في إنكلترا من قبل المؤرخ إدوارد لونج وعلم التشريح تشارلز وايت، في ألمانيا من قبل إثنوغرافرز كريستوف مينرز وجورج فورستر، وفي فرنسا من قبل جوليان جوزيف فيري. في الولايات المتحدة، صموئيل جورج مورتون، جوسيا نوت ولويس أغاسيز روج لهذه النظرية في منتصف القرن التاسع عشر. كان الإيجاز شائعا وأوسع انتشارا في القرن التاسع عشر، وبلغ ذروته في تأسيس الجمعية الأنثروبولوجية في لندن (1863)، والتي كانت، خلال فترة الحرب الأهلية الأمريكية، قد انفصلت عن الجمعية الإثنولوجية في لندن وموقفها الأحادي، ووجود رأي عنصري كبير من جانب الأول، ووجهة نظر أكثر ليبرالية بشأن العرق الذي يتخذه هذا الأخير.

## دراسات حديثة
اليوم، كل البشر يصنفون على أنهم ينتمون إلى جنس الإنسان العاقل. ومع ذلك، فإن هذا ليس هو النوع الأول من البشر: النوع الأول من جنس هومو، هومو هابليس، تطور في شرق أفريقيا قبل ما لا يقل عن مليوني سنة، وأفراد من هذا النوع يسكنون أجزاء مختلفة من أفريقيا في وقت قصير نسبيا. وقد تطور الإنسان المنتصب منذ أكثر من 1.8 مليون سنة، وبحلول 1.5 مليون سنة مضت انتشر في جميع أنحاء أوروبا وآسيا. ويوافق جميع علماء الأنثروبولوجيا المادية تقريبا على أن الإنسان العاقل القديم (مجموعة بما في ذلك الأنواع المحتملة H. هيدلبرجنسيس و H. روديسينزيس و H. نياندرتالنسيس) قد تطور من الإنسان المنتصب الأفريقي (سينسو لاتو) أو هومو إرغاستر. يدعم علماء الأنثروبولوجيا الفكرة القائلة بأن البشر الحديثين تشريحيا (هومو سابينز) تطور في شمال أو شرق أفريقيا من نوع إنساني قديم مثل هيدلبرجنسيس هاجم هربلبنسيس ثم هاجر من أفريقيا، وخلط واستبدال ه. هيدلبرجنسيس و H. نياندرتالنسيس في جميع أنحاء أوروبا وآسيا، و H. روديسينسيس في أفريقيا جنوب الصحراء الكبرى (مزيج من خارج أفريقيا ونماذج متعددة المناطق).

### التصنيف البيولوجي
في أوائل القرن العشرين، علم العديد من علماء الأنثروبولوجيا أن العرق كان ظاهرة بيولوجية تماما، وأن هذا كان جوهريا لسلوك الشخص وهويته، وهو موقف يطلق عليه العرقية الأساسية. هذا، إلى جانب الاعتقاد بأن المجموعات اللغوية والثقافية والاجتماعية موجودة أساسا على أسس عرقية، شكلت الأساس لما يسمى الآن العنصرية العلمية. بعد برنامج تحسين النسل النازية، جنبا إلى جنب مع صعود الحركات المناهضة للاستعمار، فقدت الأصولية العرقية شعبية واسعة الانتشار. وقد أدت الدراسات الجديدة للثقافة والمجال الوليد لعلم الوراثة السكاني إلى تقويض المكانة العلمية للعنصرية العرقية، مما دفع علماء الأنثروبولوجيا العرقية إلى مراجعة استنتاجاتهم حول مصادر الاختلاف المظهري. وهناك عدد كبير من علماء الأنثروبولوجيا الحديثة وعلماء الأحياء في الغرب جاءوا ينظرون إلى العرق على أنه تسمية وراثية أو بيولوجية غير صالحة.
أول من تحدى مفهوم العرق على أسس تجريبية كان علماء الأنثروبولوجيا فرانز بواس، الذي قدم أدلة على اللدونة المظهرية بسبب العوامل البيئية، وأشلي مونتاغو، الذين اعتمدوا على أدلة من علم الوراثة. ثم تحدى ويلسون المفهوم من وجهة نظر النظامية الحيوانية العامة، ورفض كذلك الادعاء بأن «الأعراق» كانت تعادل «النويع».
الاختلاف الجيني البشري هو في الغالب داخل الأعراق، مستمرة، ومعقدة في الهيكل، وهو ما يتنافى مع مفهوم الأعراق البشرية الوراثية. وفقا لجوناثان ماركس،
بحلول 1970، أصبح من الواضح أن (1) معظم الاختلافات البشرية كانت ثقافية. (2) ما لم يكن ثقافيا كان في الأساس متعدد الأشكال - أي أنه وجد في مجموعات متنوعة من الناس في ترددات مختلفة؛ (3) ما لم يكن ثقافيا أو متعدد الأشكال كان في الأصل من الناحية الإكلينية - وهذا يعني ، متغيرة تدريجيا على الجغرافيا؛ و (4) ما تبقى - مكون التنوع البشري الذي لم يكن ثقافيا أو متعدد الأشكال أو إكلينيا - كان صغيرا جدا.
ونتيجة لذلك، تم التوصل إلى توافق في الآراء بين علماء الأنثروبولوجيا وعلماء الوراثة أن العرق كما عرفه الجيل السابق - كتجميعات جينية منفصلة جغرافيا إلى حد كبير - لم تكن موجودة.

### نويع
يستخدم مصطلح العرق في علم الأحياء بحذر لأنه يمكن أن يكون غامضا. بشكل عام ، عندما يتم استخدامه يعد مرادفا فعليا للنويع. (بالنسبة للحيوانات، فإن الوحدة التصنيفية الوحيدة تحت مستوى الأنواع هي عادة السلالات الفرعية ؛ [64] هناك صفوف أضيق غير محددة في علم النبات ، والعرق لا يتطابق مباشرة مع أي منها.) تقليديا ، تعتبر السلالات الفرعية معزولة جغرافيا وراثيا. تباينات السكان. [65] تظهر الدراسات على التنوع الوراثي البشري أن السكان ليسوا معزولين جغرافيا ، 66] واختلافاتهم الوراثية أصغر بكثير من تلك الموجودة بين السلالات المماثلة. [67]

### مجموعات متباينة سلفا (clades)
حاول بعض الباحثين [من؟] توضيح فكرة العرق عن طريق مساواة الفكرة البيولوجية للغطاء. إن clade عبارة عن مجموعة تصنيفية من الكائنات الحية تتكون من سلف واحد مشترك وكل أحفاد ذلك الجد (مجموعة أحادية). كل مخلوق ينتج عن طريق التكاثر الجنسي له سلالتين مباشرتين ، واحدة من الأمهات وحيدة الأب. [70] في حين أنشأ كارل لينيوس تصنيف الكائنات الحية على أساس التشابه والاختلاف التشريحي ، تسعى cladistics إلى إنشاء تصنيف - شجرة النشوء والتطور - على أساس التشابه والاختلافات الوراثية وتتبع عملية اكتساب خصائص متعددة من الكائنات الحية المفردة.

### مجموعات متمايزة شكليا
ناقش علماء الوراثة السكانية ما إذا كان مفهوم السكان يمكن أن يوفر أساسا لمفهوم جديد للعرق. للقيام بذلك ، يجب العثور على تعريف عملي للسكان. والمثير للدهشة أنه لا يوجد مفهوم مقبول عموما عن السكان يستخدمه علماء الأحياء. على الرغم من أن مفهوم السكان أساسي لعلم البيئة، وعلم الأحياء التطوري، وبيولوجيا الحفظ ، فإن معظم تعريفات السكان تعتمد على الأوصاف النوعية مثل «مجموعة من الكائنات الحية من نفس النوع تحتل مساحة معينة في وقت معين». يحدد كل من Waples و Gaggiotti نوعين عريضين من تعريفات السكان ؛ تلك التي تقع في نموذج بيئي ، وتلك التي تقع في نموذج تطوري. أمثلة على هذه التعريفات هي:
- نموذج إيكولوجي: مجموعة من الأفراد من نفس النوع الذي يحدث في الفضاء والزمن ويتاح لهم فرصة التفاعل مع بعضهم البعض.
- نموذج تطوري: مجموعة من الأفراد من نفس النوع الذين يعيشون بالقرب من القرب بحيث يمكن لأي عضو في المجموعة أن يتزاوج مع أي عضو آخر.

يجادل سيسارديك أنه عندما يتم تحليل العديد من السمات في نفس الوقت ، يمكن لعلماء الأنثروبولوجيا الشرعية تصنيف جنس الشخص بدقة تصل إلى 100٪ بناءً على رفات الهيكل العظمي فقط. [77] وقد عارض ماسيمو بيليغوتشي ادعاء سيسارديك ، الذي اتهم «سيساردك» بأنه «يختار الكرز من الأدلة العلمية ويصل إلى استنتاجات تتناقض معها». على وجه التحديد ، يجادل Pigliucci أن Sesardic أسيء تمثيل ورقة كتبها Ousley et al. (2009)، وتجاهلوا أنهم حددوا التمايز ليس فقط بين الأفراد من أعراق مختلفة ، ولكن أيضا بين الأفراد من مختلف القبائل ، والبيئات المحلية ، والفترات الزمنية. [78] هذا ما نناقشه في قسم لاحق.